# Коваррубиас, Мигель

Карикатурный автопортрет Коваррубиаса в виде головы ольмеков.

Хосе Мигель Коваррубиас Дуклауд (исп. José Miguel Covarrubias Duclaud, 22 ноября 1904 — 4 февраля 1957) — мексиканский живописец, график, карикатурист, иллюстратор и этнограф. Известен анализом искусства доколумбовых культур Месоамерики, в особенности ольмеков (первооткрывателем цивилизации которых его иногда называют наряду с Мэтью Стирлингом и Альфонсо Касо).

## Биография
Родился в Мехико. В 1924 году поехал учиться в Нью-Йорк. Фундаментального художественного образования не получил, но прославился сатирическими рисунками, которые публиковались в таких журналах, как «The New Yorker» и «Vanity Fair». Писал картины и литографии, посвящённые ночной жизни Нью-Йорка, а также театральные декорации, в частности к спектаклю «Андрокл и лев» по пьесе Б. Шоу (1925). Во второй половине 1920-х годов путешествовал со своей будущей женой, танцовщицей Розой Роландо по Мексике, Европе, Африке и Карибскому морю. В одну из поездок по Мексике с Тиной Модотти и Эдвардом Уэстоном Мигель Коваррубиас познакомился с мексиканскими художниками Диего Риверой и Фридой Кало.
После свадьбы в 1930 году Мигель и Роза Коваррубиас также много путешествовали. Заинтересовавшись ранними формами искусства, Коваррубиас провёл несколько исследований о культуре острова Бали и о племенах Южной Мексики. По результатам своих поездок опубликовал два труда, которые самостоятельно написал и проиллюстрировал: «Остров Бали» (1937) и «Юг Мексики» (1946).
Выполнял настенные росписи, писал панно, например для выставки «Золотые ворота» в Сан-Франциско (1939). Проиллюстрировал книги «Принц Уэльский и другие знаменитые американцы» (1925), «Рисунки негров» (1927), «Хижина дяди Тома» (1938), «Орел, ягуар и змея» (1950). В 1956 году написал монографию «Мескала: древняя мексиканская скульптура».
Умер Мигель Коваррубиас в Мехико 4 февраля 1957 года.

## Избранная библиография
- The Prince of Wales and Other Famous Americans, Miguel Covarrubias, 1925
- Island of Bali, Miguel Covarrubias, 1937
- Mexico South, 1946
- The Eagle, the Jaguar, and the Serpent - Indian Art of the Americas; North America: Alaska, Canada, the United States 1954
- Indian Art of Mexico and Central America, 1957